# 世界一周!!ランニングクイズ
『世界一周!!ランニングクイズ』（せかいいっしゅう ランニングクイズ）は、1969年7月5日から同年9月27日までフジテレビ系列局で放送されていたフジテレビ製作のクイズ番組である。放送時間は毎週土曜 19:00 - 19:30 （日本標準時）。

## 概要
文字通り、解答者が走りながらクイズに答えていた体力勝負の番組。司会は毒蝮三太夫と竹腰美代子が務めていた。
出場者は一般からの参加者で、前回のチャンピオンと挑戦者が1対1の勝負を繰り広げていた。「ゲスト大会」と称して行われた第1回では、立川談志、菅原謙二、倍賞美津子、長沢純、應蘭芳、そして竹腰の夫である安田伸が出場した。

## ルール
チャンピオンと挑戦者はまずランニングマシーンの上に乗り、各々の紹介が済むのを待つ。そして司会者の「ランニングクイズ！」のかけ声とともにマシーンが低速モードで作動し、以後はクイズで決着がつくまで共に走り続けていた。
走っている間は次々と問題を出され、答えを間違えるたびにマシーンの速度が低速→中速→高速と上がっていった（正答できればマシーンの速度は上がらない）。挑戦者→チャンピオンの順に答えていたが、共に相手がクイズに答えている間も休まずに走り続けなければならなかった。どちらかが3問間違えるか、体力が続かずに倒れるか、コースアウトをしたら残っていた側がチャンピオンと認定され、賞金1万円を獲得できた。
それを繰り返していき、5人勝ち抜けば優勝賞品として世界一周旅行を、副賞として賞金10万円を獲得できた。